# Die Kritik der „Schule der Frauen“
Die Kritik der „Schule der Frauen“ (französisch La Critique de l’École des femmes) ist eine einaktige Komödie des französischen Dichters Molière. Die Uraufführung erfolgte am 1. Juni 1663 im Palais Royal in Paris, rund fünf Monate nach der Premiere von Molières Fünfakter Die Schule der Frauen.

## Handlung
Dem Stück ist eine Widmung an die Königinmutter Anna von Österreich vorangestellt.
Zwei Frauen, Uranie (Anspielung auf Muse Urania) und Elise, empfangen Gäste im Salon der Uranie. Es wird angeregt über die „Schule der Frauen“ von Molière diskutiert, wobei Kritiker und Befürworter des Stücks gleichermaßen zu Wort kommen.
Die prüde Climène, Vertreterin der Preziosität, sieht im Stück das Schamgefühl verletzt. Der gelehrte Lysidas, bei dem eine Anspielung auf Thomas Corneille vermutet wird, stört sich hingegen an der fehlenden Beachtung der akademischen Vorschriften des Regeldramas. Der "Marquis" kommt zwar soeben aus der Theatervorstellung, hat das Stück aber überhaupt nicht gesehen und kritisiert es aus bloßer Rechthaberei.
Dorante tritt als Sprecher Molières auf. Er verteidigt das Stück gegen seine Kritiker und hebt die Vorzüge der Charakterkomödie im Vergleich zur klassischen Tragödie hervor:
Ich finde nämlich, dass es viel leichter ist, große Gefühle zu erkünsteln, Fortuna in Versen herauszufordern, das Schicksal anzuprangern und die Götter zu verfluchen, als auf die menschliche Lächerlichkeit angemessen einzugehen und auf der Bühne die allgemeinen Fehler auf angenehme Weise wiederzugeben.
Das Stück endet mit der Ankündigung des Dieners Galopin, das Essen sei serviert.